# John Arne Riise
John Arne Riise (født 24. september 1980) er en tidligere norsk fodboldspiller. Riise var venstrebenet og normalt placeret som venstre back eller venstre midtbanespiller. Han var desuden kendt for sit gode skud og scorede bl.a. 21 ligamål i sin tid hos Liverpool. Efter skiftet til Fulham fra italienske AS Roma formåede Riise dog ikke at komme på måltavlen i sine 107 optrædener for London-klubben.

## Karriere
Riise blev født i Ålesund og spillede i den lokale klub Aalesunds F.K., men allerede efter et år på seniorholdet her, blev han hentet til franske AS Monaco i 1998. Især i sin anden sæson var han fast mand på holdet, der blev franske mestre i 2000, men da han udtrykte ønske om at komme til England, blev han efterhånden mindre anvendt. Der gik et år, inden han fik mulighed for at skifte til Liverpool.
Her fik han øjeblikkeligt succes, da han i sin debutkamp i UEFA Super Cup scorede kampens første mål. Det blev til yderligere 10 mål i den første sæson på trods af en position som back. Han fortsatte sit solide spil, og i januar 2006 skrev han under på en forlængelse af sin kontrakt til juli 2009. I sommeren 2008 skiftede Riise imidlertid til AS Roma. Her spillede han indtil den 13. juli 2011, hvor det blev officielt, at nordmanden skiftede til Fulham, som spillede i den bedste engelske liga, Premier League. Her blev han forenet med to holdkammerater fra det norske landshold: Hans lillebror Bjørn Helge Riise og den tidligere FCK'er, Brede Hangeland. Han vendte sidenhen tilbage til Ålesund, efter korte perioder hos andre klubber, hvor han stoppede karrieren i 2016.
På det norske landshold opnåede han hele 110 kampe og 16 mål, hvilket gør ham til dén norske fodboldspiller med flest optrædener for landsholdet. Han figurerede på det norske landshold fra 2000 til 2013.

## Privatliv
Riise har været gift med fotomodellen Guri Havnevik, og med hende har han en datter. Hans svigerfar, Øystein Amland Havnevik, var med til at åbne firmaet Canvas A/S, som de  sammen ejer. Det er svigerfaren, der står for den daglige drift.[kilde mangler]